# アル＝シャティ難民キャンプ空爆事件
アル＝シャティ難民キャンプ空爆事件（アル＝シャティなんみんキャンプくうばくじけん、英: Al-Shati refugee camp airstrikes）は、2024年10月9日・12日にイスラエル国防軍（以下IDF）が行ったとされる、難民キャンプへの空爆。9日の空爆では4つのモスクが破壊され、複数名が死亡。12日の空爆では13人が死亡した。

## 背景
アル＝シャティ難民キャンプは、第一次中東戦争でイスラエル軍から逃亡または追放された約2万3千人のパレスチナ人のために1948年に設立された。難民キャンプ内には下水道、保健所、23の学校（初等教育17校、中等教育6校）がある。面積は0.52 km2で、2023年現在、世界で最も人口密度の高い場所のひとつである。

## 空爆
10月7日のハマスによるイスラエル南部への攻撃を受けて、イスラエルはガザ地区のさまざまな地域に空爆を開始した。アル＝シャティ難民キャンプの空爆では、アル・ガルビ・モスク、ヤシン・モスク、アル・スーシ・モスクの4つのモスクが攻撃された。衛星映像によると、4つとも全壊で、地元ニュースはモスク内で不特定多数の人々が殺害されたと報じた。パレスチナ保健省はこの状況を「虐殺」と表した。
イスラエル国防省の報道官が公開した録音音声によると、アル＝シャティで、ハマースが人間の盾として利用するために、2人の市民がこの地域から避難するを阻止されたという。
パレスチナ市民防衛隊によると、2024年10月19日、イスラエルの空爆により、アスマー学校で少なくとも73人が死亡した。